# Немецкий язык в Германии

Распространение немецкого языка в Германии и ближайших странах в качестве официального (тёмно-зелёная область) и в качестве языка меньшинств (голубой цвет)

Немецкий язык в Германии является официальным и самым употребляемым языком. Около 76—77 млн человек владеют им как родным (в их числе: коренные немцы или родившиеся в Германии, воспитанные в немецкоязычной среде — освоившие немецкий язык как первый).

## Варианты немецкого языка
Литературный немецкий язык (нем. Standardsprache) используется в Германии как язык официального общения и язык средств массовой информации. В то же время немецкий язык в Германии неоднороден, имеет множество региональных вариантов в виде диалектов, границы перехода между которыми, как правило, сложно определимы. Тем не менее, выделяют три крупные диалектные зоны: нижненемецкую (север Германии), средне- и южнонемецкую (последние две объединяются понятием «верхненемецкий язык» и расположены южнее линии Бенрата, проходящей вблизи Дюссельдорфа).

## Правовой статус
Немецкий язык законодательно закреплён 23 параграфом Закона об административном процессе (нем. Verwaltungsverfahrensgesetz (VwVfG)) и 19 параграфом Социального закона (нем. Zehntes Buch Sozialgesetzbuch (SGB X)), является языком делопроизводства по параграфу 5 Закона об установлении обязательной формы документации (нем. Beurkundungsgesetz) и языком судопроизводства по 184 параграфу Закона о судоустройстве (нем. Gerichtsverfassungsgesetz). Вопрос о том, какой именно язык понимать под «официальным немецким», верхне- или нижненемецкий, до конца не определён. Федеральный суд приравнивает нижненемецкий к иностранному (постановление ФС от 19.11.2002 — Az.: X ZB 23/01), однако в некоторых законах он включается в понятие немецкого языка.
По Европейской хартии региональных языков признанными региональными языками и языками меньшинств на территории Германии помимо немецкого языка являются также: датский в земле Шлезвиг-Гольштейн, фризский в земле Шлезвиг-Гольштейн и Нижней Саксонии, верхнелужицкий в Саксонии и нижнелужицкий язык в Бранденбурге, цыганский в Гессене и нижненемецкий в Шлезвиг-Гольштейне, Гамбурге, Нижней Саксонии, Бремене, Мекленбурге — Передней Померании, Северном Рейн-Вестфалии, Бранденбурге и Саксонии-Анхальт. Другие распространённые в Германии языки (например, польский и турецкий) Хартией приняты не были.